# Ráncos pöfeteg
A ráncos pöfeteg (Bovista dermoxantha) a csiperkefélék családjába tartozó, Eurázsiában és Észak-Amerikában elterjedt, réteken, legelőkön élő, ehető gombafaj. 

## Megjelenése
A ráncos pöfeteg termőteste 1-3 cm átmérőjű gömb, amely felülről sokszor lapított. Alja ráncosan behúzott. Hosszú, fehér micéliumköteggel kapcsolódik a talajhoz, amely az érett pöfetegen is megmarad. Az érett spórák a termőtest csúcsán nyíló résen át pöfögnek ki. 
A külső burok (exoperídium) fiatalon fehéres-szürkés színű, felszíne sokszor pelyhes, később pelyhes-szemcsés, esetleg finoman tüskés. Éretten előbb okkeres, végül világosbarna színű lesz, pelyhei lekopnak. Vastagsága maximum 1 mm.
A belső burok éretten nagyon vékony, a felülete szabálytalan, bemélyedésekkel tarkított. Színe barna, később sárgásbarna.
Húsa (gleba) fiatalon puha, fehér, majd a spórák érésével sárgásolív, végül olívbarna lesz. A szubgleba (meddő rész) kicsi, fehér-halványokkeres színű, tömör, de sejtes-kamrás, néhol szinte kompakt-gyapotszerű. Íze és szaga nem jellegzetes.
Spórapora barna. Spórája gömbölyded, felszíne erősen szemcsézett, közepén olajcsepp található, mérete 3,5-4,5 µm.

### Hasonló fajok
A szürke sötétedőpöfeteg felszíne sima, hosszú micéliumzsinórja nincs. A ligeti pöfeteg belső burkának alja narancsos árnyalatú, nem ráncosan behúzott. 

## Elterjedése és termőhelye
Eurázsiában és Észak-Amerikában honos. Magyarországon viszonylag ritka. 
Legelőkön, mezőkön, erdőszélen, utak, ösvények mentén található meg. Inkább a tápanyagszegény, meszes vagy kissé kisavanyodott talajokon fordul elő. Magyarországon inkább a síkvidékekre jellemző, de van középhegységi előfordulása is. Tavasztól őszig terem. 
Fiatalon ehető, míg a belseje fehér. 

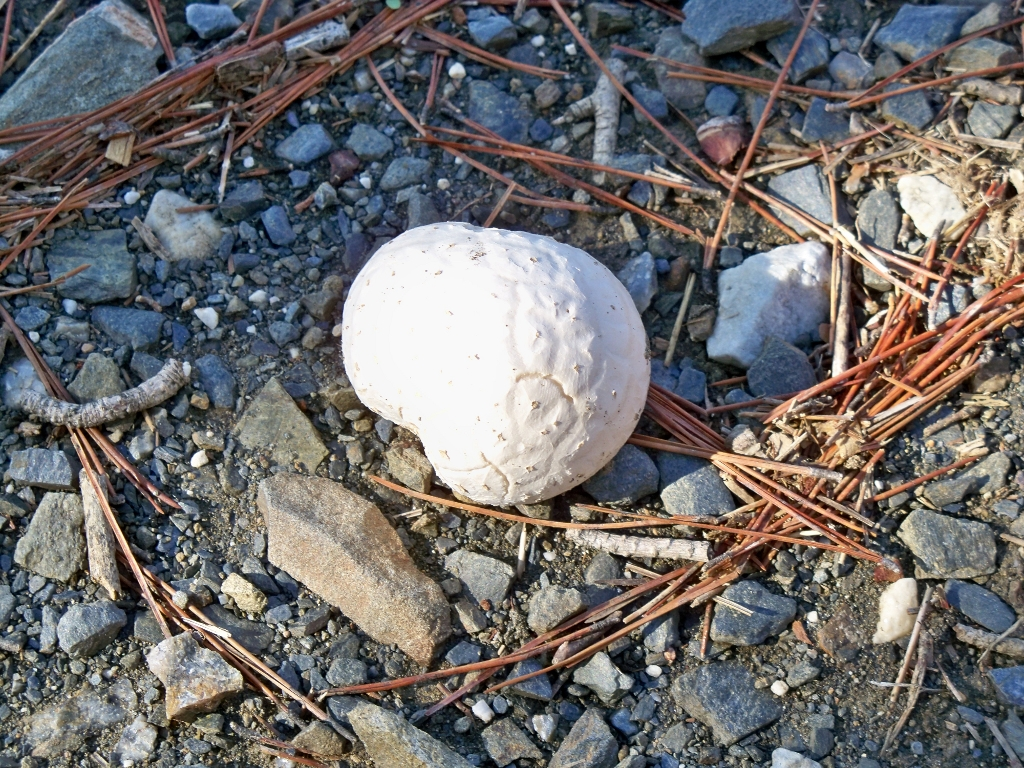
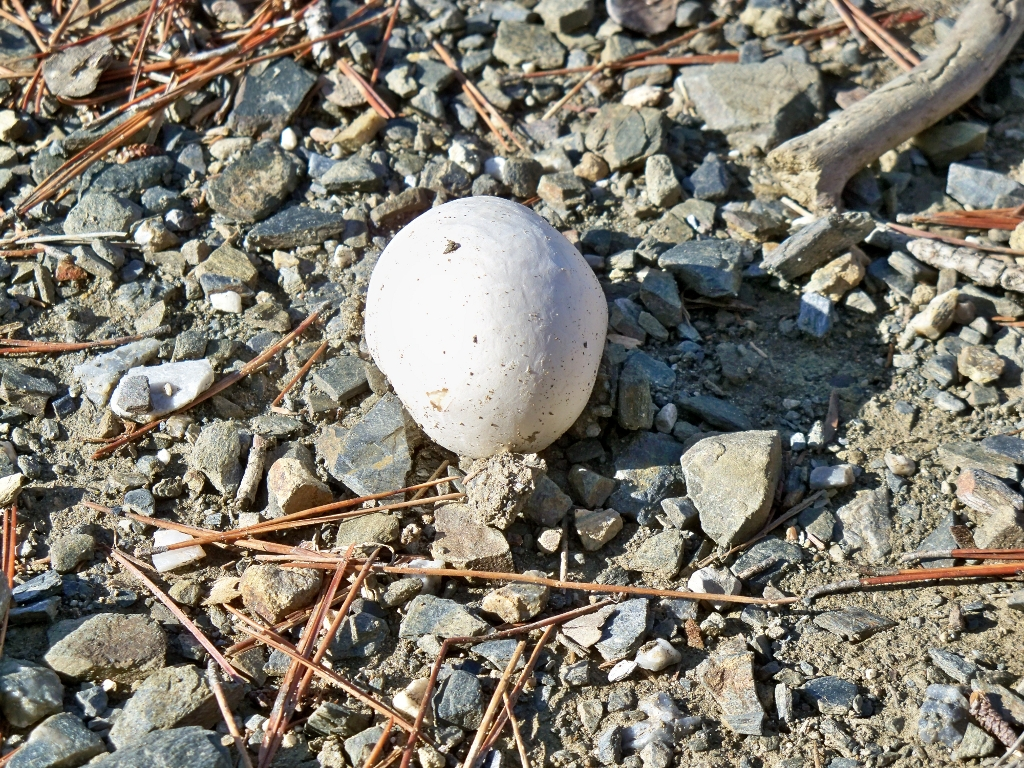
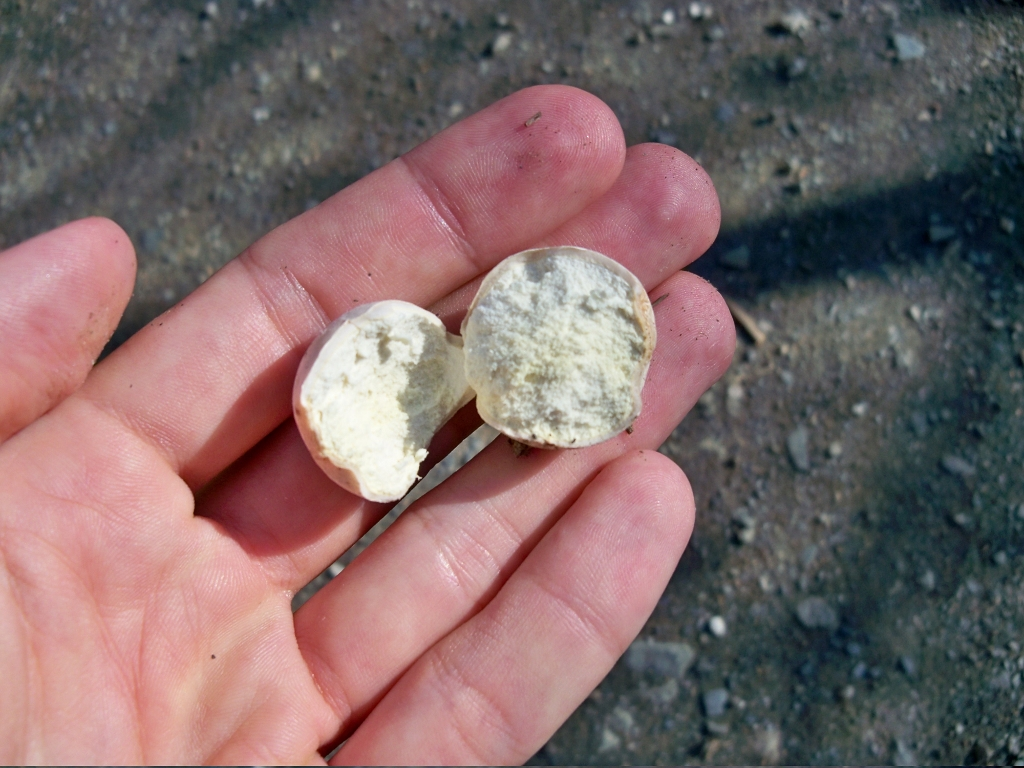